# Эстляндия
Эстля́ндия — историческое название северной части современной Эстонии.
В начале XIII века была завоевана немецкими рыцарями Ордена Меченосцев и вассалами короля Дании Вальдемара II; в 1346—1561 входила во владения Ливонского ордена, после распада Ливонской конфедерации — в составе Швеции, в 1710 году была завоёвана Русским царством. С 1783 — Ревельское наместничество, с 1796 — Эстляндская губерния Российской империи.
В современной Эстонии «Эстляндией» считаются[кем?] территории Харьюмаа, Рапламаа, Ярвамаа, Ляэнемаа, Ида-Вирумаа, Ляэне-Вирумаа, Хийумаа.
В разное историческое время термин Eistland употреблялся по отношению:
- Владение Дании в 1219—1346 годах на территории нынешней Северной Эстонии.
- Владения Ливонского ордена внутри Ливонской конфедерации в 1346—1561 годах.
- Владения Швеции в 1561—1721 годах.
- Эстляндская губерния в составе Российской империи в 1721—1918 годах.